# Harkenberg
Der Harkenberg ist mit 110 m ü. NN eine der höchsten Erhebungen im Nordosten Sachsen-Anhalts. Er liegt in den Kamernschen oder Rehberger Bergen in der Gemarkung der Gemeinde Kamern im Landkreis Stendal.
Einer alten norddeutschen Volksüberlieferung zufolge hauste die sagenhafte, ein wenig unheimliche Gestalt „Frau Harke“ auf dem Harkenberg. Auf dem „Gipfel“ bildet die kleine Lichtung Viereichen  einen markanten Punkt.